# バンパー (潜水艦)
バンパー (USS Bumper, SS-333) は、アメリカ海軍の潜水艦。バラオ級潜水艦の一隻。艦名は、北米両岸に生息するクラカケヒラアジ属の魚に由来する。

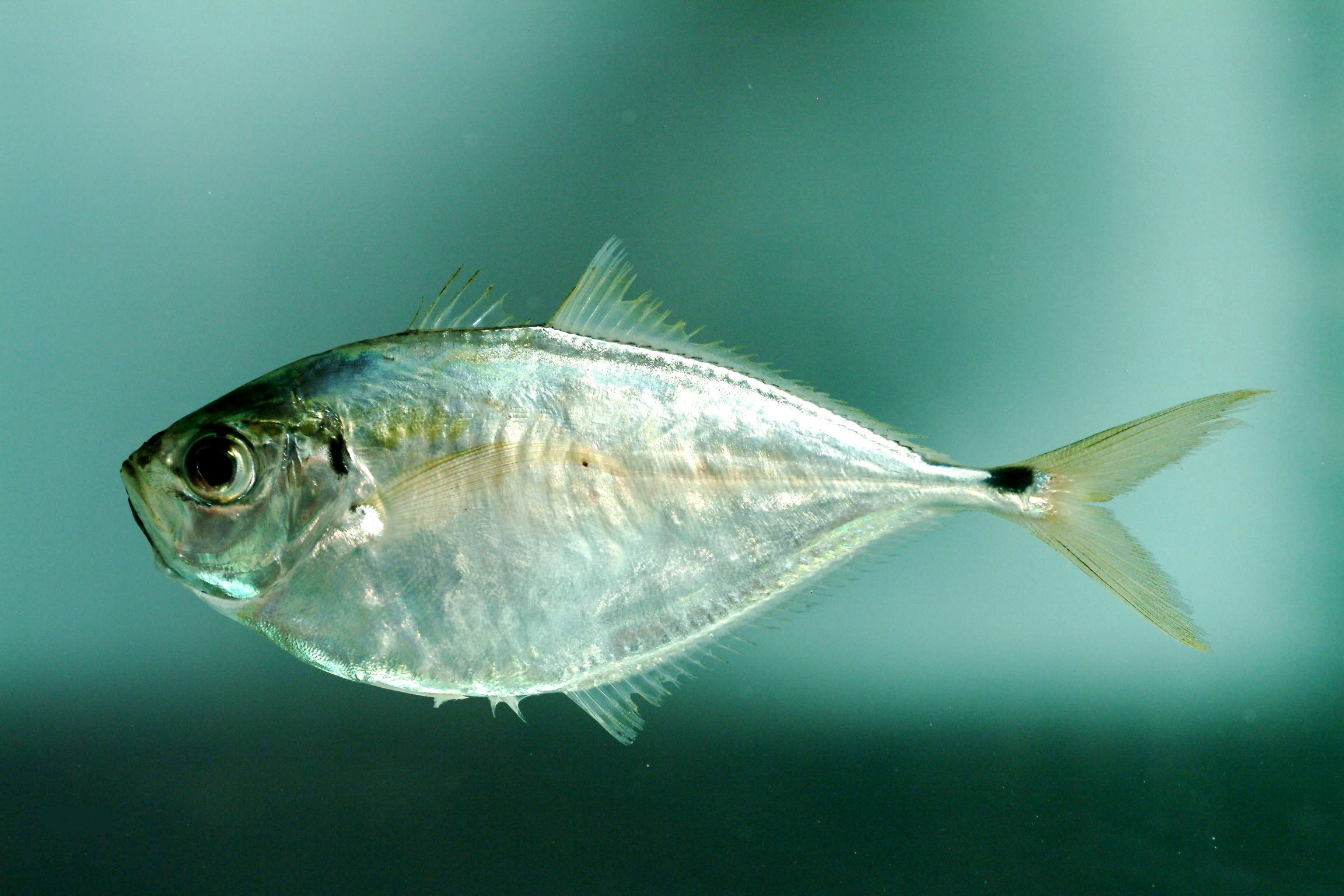
クラカケヒラアジ（Atlantic bumper）

## 艦歴
バンパーは1943年11月4日にコネチカット州グロトンのエレクトリック・ボート社で起工した。1944年8月6日にジョセフ・W・ウィリアムズ・ジュニア夫人によって命名、進水し、12月9日に艦長ジョセフ・W・ウィリアムズ・ジュニア中佐（アナポリス1933年組）の指揮下就役する。その後、真珠湾に回航された。

### 哨戒
4月22日、バンパーは最初の哨戒で南シナ海に向かった。サイパン島に寄港の後、哨区に到着。しかし、この哨戒ではジャンクやサンパンしか見ず、戦果を挙げることはなかった。6月15日、バンパーは53日間の行動を終えてスービック湾に帰投した。
7月10日、バンパーは2回目の哨戒でタイランド湾に向かった。7月15日にスクーナーを浮上砲戦で撃沈。7月19日未明、バンパーは北緯08度08分 東経103度40分 / 北緯8.133度 東経103.667度のマレー半島東岸タイランド湾口で駆逐艦神風他の艦艇が護衛する小船団を発見した。バンパーはタンカー第三共栄丸（共栄タンカー、1,182トン）に魚雷を命中させて、これを撃沈。他の船舶に対しても雷撃したが、こちらは命中しなかった。神風は前日に、攻撃してきたホークビル (USS Hawkbill, SS-366) と交戦し撃退したばかりであったが、今回はなす術がなかった。バンパーはこの戦闘を「シャム湾の戦い」と名付けた。翌7月20日には、ほぼ同じ位置で小型艇の撃沈を報じた。その後、魚雷を使い果たしたバンパーは一旦スービック湾で補給を受け、哨戒に戻った。8月5日にはバンカ島近海で小型船を撃沈した。8月15日、バンパーは34日間の行動を終えてフリーマントルに帰投した。

### 戦後
バンパーは8月31日にフリーマントルを出港し、スービック湾に9月9日到着した。バンパーはフィリピン・シー・フロンティアの1隻として1946年2月まで活動、その後修理のためカリフォルニアに帰還した。修理が完了すると真珠湾の第5潜水戦隊に合流し、12月までハワイ諸島近海で活動した。12月16日、真珠湾を出航したバンパーは模擬哨戒に向かう。トラック諸島、スービック湾、横須賀、ミッドウェー島を訪問し、その後青島、黄海で西太平洋北方訓練部隊と共に6週間の訓練を行う。バンパーは1947年3月29日に真珠湾に帰還した。1948年1月にバンパーはカリフォルニアに向かい、6月1日までオーバーホールが行われた。6月12日に真珠湾に戻り、その後まもなく2度目の模擬哨戒に出航する。バンパーは1949年9月29日に真珠湾に帰還した。
バンパーは第二次世界大戦の戦功で1個の従軍星章を受章した。

### トルコ海軍で
バンパーは1950年2月7日まで真珠湾を拠点として活動した。1950年2月22日にパナマ運河を通過し、その後東海岸沿いに活動、1950年9月16日に退役する。1950年11月16日にトルコ海軍に移管され、チャナッカレ (TCG Çanakkale, S 333) の艦名で再就役した。トルコ海軍での活動後、1976年8月11日に退役している。